# Katie Ledecky
Kathleen Genevieve Ledecky, detta Katie (Washington, 17 marzo 1997), è una nuotatrice statunitense, specializzata nello stile libero.
In virtù dei suoi primati e dei titoli conseguiti, è considerata una delle nuotatrici più forti di tutti i tempi. Detiene il record mondiale sulle distanze degli 800 m e 1500 m stile libero, oltre a quello continentale dei 400 m.
A livello di palmarès ha vinto quattordici medaglie ai Giochi olimpici (nove ori, quattro argenti e un bronzo) e trenta ai campionati mondiali (ventitré ori, sei argenti e un bronzo), cifre che la rendono la nuotatrice più medagliata di sempre nella storia di entrambe le competizioni. Considerando entrambi i sessi, ai campionati mondiali soltanto il connazionale Michael Phelps (33) ne ha conquistate di più complessivamente, essendo anche l'unico ad essere salito più volte di lei sul gradino più alto del podio (26).
Si presentò al grande pubblico in occasione dei Giochi olimpici di Londra 2012, quando, all'età di soli 15 anni, divenne campionessa olimpica degli 800 m stile libero. La vittoria le valse anche il nuovo record nazionale, precedentemente detenuto da Janet Evans e risalente al 1989. Non solo fu la più giovane atleta statunitense che prese parte alla rassegna londinese, ma fu anche la più giovane atleta di sempre nella storia della nazionale a stelle e strisce. Confermatasi ad alti livello anche nelle due successive edizioni dei campionati mondiali, a Kazan' nel 2015 divenne la prima atleta in assoluto nella storia del nuoto a vincere l'oro dai 200 m ai 1500 m stile libero.
È stata nominata Nuotatrice americana dell'anno per un record di otto volte (2013, 2014, 2015, 2016, 2017, 2018, 2021 e 2022) oltre a Nuotatrice mondiale dell'anno dalla rivista Swimming World Magazine in cinque edizioni (2013, 2014, 2015, 2016 e 2018). Inoltre, venne eletta Atleta dell'anno della FINA per i successi ottenuti nel 2013 e Atleta femminile dell'anno dall'Associated Press nel 2017, unica nuotatrice ad esserci riuscita nel 21esimo secolo.

## Biografia
Katie Ledecky nasce nel 1997, figlia di David e Mary Gen Ledecky. La madre di Katie nuotò nella squadra dell'Università del New Mexico. Katie Ledecky risiede a Bethesda, Maryland, dove ha frequentato la Stone Ridge School of the Sacred Heart, diplomandosi nel 2015. Si allena con il Curl Burkes Swim Club sotto la guida di Yuri Suguiyama. Durante le estati nuota per la Palisades Swim Team di Bethesda.

## Carriera

### 2012-2013
Nel 2012 entrò a far parte del United States Olympic Trial di nuoto ad Omaha, in Nebraska, in cui partecipò alla sua prima competizione importante. Ledecky ottenne la qualificazione olimpica negli 800 m stile libero con un tempo di 8'19"78, inferiore di più di due secondi alla seconda classificata, Kate Ziegler. Ad Omaha Ledecky si classificò anche al terzo posto nei 400 m stile libero, con un tempo di 4'05"00, e al nono posto nei 200 m stile libero, con un tempo di 1'58"66. Il suo terzo posto nei 400 m stile libero divenne il miglior tempo mai ottenuto da una nuotatrice statunitense tra i 15 e i 16 anni, rompendo il record nazionale per fascia d'età precedentemente detenuto da Janet Evans. A 15 anni, fu il membro più giovane della squadra olimpica degli Stati Uniti 2012. Fu anche l'atleta più giovane che abbia mai partecipato ai Giochi Olimpici con la squadra nazionale a stelle e strisce.
Il 3 agosto 2012 ai Giochi della XXX Olimpiade di Londra vinse la medaglia d'oro negli 800 metri stile libero femminile con un tempo di 8'14"63. Quel crono fu il secondo migliore di tutti i tempi per questo tipo di competizione e Katie rimase dietro solo a Rebecca Adlington, che deteneva appunto il record mondiale di 8'14"10 ottenuto nel 2008. Inoltre riuscì a battere il record americano di Janet Evans di 8'16"22 che deteneva dal 1989. Sempre nella competizione del 3 agosto 2012, Katie migliorò il suo record personale di 5 secondi, passando da 8'19"78 a 8'14"63 in meno di un mese.
Ai campionati mondiali di Barcellona 2013 Katie vinse ben 4 medaglie d'oro stabilendo 2 diversi record del mondo. La prima medaglia arrivò nei 400 m stile libero, dove con il tempo di 3'59"82 conseguì la seconda miglior prestazione di tutti i tempi, piazzandosi dopo solo a quella ottenuta ai Campionati del mondo di Roma 2009 da Federica Pellegrini. Nell'edizione romana, però, era ancora consentito l'utilizzo dei costumi in poliuretano, aboliti successivamente nel 2010. Pertanto il suo tempo fu il miglior crono del mondo ottenuto con un costume in tessuto. Già dai primi 50 m Katie sembrò intenzionata ad attaccare il primato mondiale eseguendo un passaggio a 28"05. Ai 100 m aumentò sensibilmente il proprio vantaggio sul record, virando in 58"12. Vantaggio che mantenne fino a 100 m dalla fine quando virò in testa con un passaggio a 2'59"29. Nelle ultime due vasche non riuscì a mantenere il ritmo imposto dalla Pellegrini nel 2009 e sfumò così la possibilità di abbassare il primato mondiale.
Il 29 luglio disputò le batterie della sua seconda gara, i 1500 m stile libero, e accedette alla finale con il secondo tempo complessivo in 15'49"26. La sera successiva si svolse la finale, la quale si rivelò essere per i primi 1300 m un duello tra l'atleta statunitense e Lotte Friis. Fino ai 1300 m Katie restò a contatto con la danese, operando poi il sorpasso a 200 m dalla fine, e andando a vincere con il tempo di 15'36"53 davanti all'europea e alla neozelandese Lauren Boyle. Chiuse gli ultimi 50 metri in uno strepitoso 29"47, avendo mantenuto una media di 30"50 per vasca. Il tempo ottenuto migliorò di circa 6 secondi il record del mondo precedente che apparteneva alla connazionale Kate Ziegler, la quale lo deteneva dal 2007.
Nella staffetta 4x200 m stile libero, la prima della sua carriera internazionale, Katie nuotò la prima frazione in 1'56"32 stabilendo il proprio primato personale. Le sue compagne Shannon Vreeland, Karlee Bispo e Missy Franklin chiuderanno la gara in 7'45"14, in prima posizione davanti alla staffetta australiana.

Nella sua ultima gara, gli 800 m stile libero, arrivò il quarto oro della manifestazione. Anche in questa occasione precedette Lotte Fris, staccata di oltre 2 secondi. Il tempo conclusivo di 8'13"86 le valse il nuovo record mondiale della specialità, già precedentemente attaccato senza successo in occasione dei Giochi Olimpici.

### 2014-2015
Nel giugno 2014 ai Senior Invitational Meet di Shenandoah (Texas), stabilì nuovamente i record del mondo nelle distanze che già le appartenevano, segnando un nuovo riferimento a 15'34"23 nei 1500 m e 8'11"00 negli 800 m stile libero. Dopo solo due mesi, il 9 agosto 2014, in occasione dei campionati nazionali statunitensi a Irvine (California) riuscì ad infrangere il record del mondo nei 400 m stile libero in 3'58"86, battendo il record di Federica Pellegrini di 3'59"15, che resisteva dal 2009.
«Mi sono avvicinata alla perfezione», queste le parole che pronunciò la giovane atleta americana per commentare la propria prestazione. Dall'Europa l'ex primatista del mondo si congratulò con Katie tramite un tweet « Anche se dispiace perderlo sapevo che prima o poi lo avrebbe fatto come ho sempre detto... Congratulazioni Katie per questi incredibili 400! » Con la vittoria nei 400 divenne la prima donna, dai tempi di Janet Evans, ad essere primatista mondiale contemporaneamente nei 400, 800 e 1500 m stile libero. Inoltre, da quel momento, i record stabiliti vennero riconosciuti dalla FINA come record mondiali juniores.
Nel mese di agosto gareggiò per la nazionale americana in occasione dei Campionati panpacifici, che si svolsero nella città australiana di Gold Coast. Venne eletta "Atleta dei Campionati" grazie alle 5 medaglie d'oro conquistate. Dominò la specialità dello stile libero in tutte le distanze del mezzo fondo, riuscendo a stabilire anche due nuovi record del mondo. Furono quattro i successi individuali, nei 200, 400, 800 e 1500 m stile libero. Vinse la quinta medaglia d'oro nella 4x200 stile libero, diventando così la prima atleta donna a vincere 4 medaglie d'oro individuali in una singola edizione dei Campionati panpacifici.
Nella finale dei 200 m si impose con un secondo e mezzo di vantaggio sulle avversarie, concludendo con il tempo di 1'55"74 e facendo segnare il nuovo record della manifestazione. Circa un'ora più tardi gareggiò nella finale degli 800 m. Nelle 16 vasche nuotò quasi sempre sotto i passaggi del record del mondo fatto registrare da lei stessa nel corso della stagione. Nell'ultima vasca però non riuscì a mantenere lo stesso ritmo del primato mondiale e concluse la gara in 8'11"35 con un vantaggio di 7.52 secondi sulla neozelandese Lauren Boyle. Il tempo registrato rappresentò la seconda prestazione più veloce di sempre mai realizzata sulla distanza a soli 35 centesimi dal suo record mondiale.
Il secondo giorno dei campionati vinse il suo terzo oro e stabilì il terzo record della manifestazione quando, con le compagne Shannon Vreeland, Missy Franklin e Lea Smith, vinse la staffetta 4x200 m davanti ai quartetti australiano e canadese. In questa occasione riuscì a recuperare il distacco di 1.3 secondi che la separava dalle australiane e operò il sorpasso portando alla vittoria la staffetta a stelle e strisce grazie a una frazione lanciata di 1'54"36.
Nella terza giornata di gare disputò le batterie dei 400 m facendo segnare il nuovo record della manifestazione in 4'03"09. Nella sera dello stesso giorno riuscì a stabilire un nuovo primato mondiale in 3'58"37, precedendo di circa 6 secondi la connazionale Cierra Rouge. Per la prima volta nella storia della manifestazione venne stabilito un record del mondo.
La quarta giornata dei Giochi la vide assoluta protagonista nella gara dei 1500 m. Salì sul gradino più alto del podio per la quinta volta e fece segnare un nuovo primato del mondo in 15'28"36, abbassando di circa 6 secondi il suo stesso primato fatto registrare un anno prima a Barcellona nella finale dei Campionati del mondo. Katie svolse una gara in progressione riuscendo a nuotare la seconda metà della distanza più velocemente della prima, completando i secondi 800 m in appena 8'14"11. Questo tempo rappresentò un altro record, essendo il parziale più rapido mai realizzato da una nuotatrice con un costume in tessuto. Nelle 30 vasche riuscì a doppiare 3 avversarie e terminò nuovamente davanti alla neozelandese Lauren Boyle con 27.33 secondi di vantaggio.
Dopo aver oscurato, in così breve tempo, il mito di Janet Evans ed essere diventata la primatista mondiale di tutte le distanze del mezzofondo in vasca, iniziò ad essere paragonata all'australiana Shane Gould, la quale tra il 1971 e il 1972 dominò i record dello stile libero dai 100 m ai 1500 m.
Nel mese di agosto 2015 debuttò ai Mondiali nella città di Kazan' con l'intento di andare a medaglia in tutte le distanze dello stile libero, dai 200 m ai 1500 m. Nella prima giornata di gare scese in acqua da favorita assoluta per difendere il titolo nei 400 m. Sin dalle prime bracciate impostò la gara su parziali da record del mondo, virando ai 100 m con 0.83 centesimi di vantaggio sul suo primato mondiale e con addirittura 1.17 secondi al passaggio di metà gara. Nella seconda parte fu meno efficace, probabilmente a causa del rapido passaggio effettuato ai 200 m. Nelle ultime due vasche, infatti, rallentò notevolmente perdendo così l'opportunità di ritoccare il record del mondo. Vinse la sua prima medaglia d'oro della manifestazione in 3'59"13 riconfermandosi campionessa mondiale della distanza per la seconda volta consecutiva.
Nella seconda giornata dei Campionati disputò le batterie dei 1500 m stile libero. Si portò in linea con i passaggi del record del mondo sin dalle prime vasche, accumulando un vantaggio di 1.20 secondi sul primato già agli 800 m. Da quel momento continuò la propria progressione fino al termine della gara riuscendo a vincere con il nuovo record del mondo in 15'27"71.
Il terzo giorno di gare disputò le batterie dei 200 m stile libero, nuotando la distanza per la prima volta in un'edizione iridata. Gareggiò nella quinta batteria imponendosi sulle avversarie in 1'55"82 e accedendo alla semifinale con il miglior tempo. In serata si presentò sul piano vasca per la finale dei 1500 m stile libero. Condusse una gara tutta d'attacco sin dai primi metri, portandosi immediatamente in linea con i passaggi del record del mondo realizzati da lei il giorno prima. Incrementò la propria progressione nel corso delle trenta vasche, riuscendo a cogliere infine la medaglia d'oro con il nuovo primato del mondo in 15'25"48. Circa 20 minuti più tardi tornò in vasca per disputare la semifinale dei 200 m stile libero. Nonostante avesse ancora le fatiche dei 1500 m nelle braccia, riuscì ad accedere alla finale con il settimo tempo complessivo.
Il 5 agosto fu protagonista nella finale dei 200 m stile libero, gara nella quale riuscì a vincere la medaglia d'oro in 1'55"16 con soli 16 centesimi di vantaggio sulla campionessa azzurra Federica Pellegrini. Il titolo conquistato la proiettò verso un record storico: vincere la medaglia d'oro dai 200 m ai 1500 m stile libero nella stessa edizione dei Campionati.
Nella sua penultima giornata di gare disputò la staffetta 4x200 m stile libero. Scese in acqua dietro la formazione svedese, ma sin dal tuffo riuscì a colmare il divario per poi riportarsi in vantaggio già alla prima virata. Grazie alla sua ultima frazione lanciata da 1'55"64, la formazione a stelle e strisce vinse la medaglia d'oro riconfermandosi ancora una volta sul tetto del mondo. Vinse il quarto oro e l'ottavo della sua carriera ai Campionati mondiali.
Concluse la sua esperienza iridata negli 800 m stile libero. Registrò il nuovo record mondiale, migliorando quello che già le apparteneva in 8'07"39, abbassandolo di 3.61 secondi. Grazie al successo in questa distanza divenne la prima atleta della storia, sia in campo maschile che femminile, in grado di vincere tutte le distanze dello stile libero escluse le gare veloci: 200, 400, 800 e 1500 m stile libero.

### 2016-2019
Nell'estate nel 2016 partecipa ai Giochi della XXXI Olimpiade a Rio de Janeiro, ottenendo quattro medaglie d'oro (200, 400, 800 e 4x200 m stile libero) ed una medaglia d'argento (4x100 m stile libero). In occasione dei 400 e degli 800 metri, inoltre, migliora ulteriormente i suoi record del mondo, con i tempi rispettivamente di 3'56"46 e di 8'04"79. In tal modo riesce ad eguagliare Debbie Meyer, diventando la seconda donna di sempre a conquistare tre medaglie d'oro individuali nel nuoto nella stessa edizione dei Giochi olimpici.
Nel 2017, ai campionati mondiali di Budapest, conquista ben cinque medaglie d'oro (400, 800, 1500, 4x100 e 4x200 m stile libero) ed un argento nei 200 m stile libero, alle spalle dell'italiana Federica Pellegrini ed a pari merito con l'australiana Emma McKeon, che le impedisce di eguagliare il record di sei medaglie d'oro nella stessa edizione dei campionati, fatto segnare dalla connazionale Missy Franklin nel 2013. L'anno seguente prende parte ai campionati panpacifici di Tokyo, da cui ritorna con tre ori, un argento ed un bronzo.
Ai campionati mondiali del 2019 di Gwangju, in Corea del Sud, paga una condizione fisica debilitata che la porta a rinunciare ai 200 ed ai 1500 m stile libero. Ciononostante ottiene l'argento nei 400 m stile libero (venendo sconfitta dall'australiana Ariarne Titmus) e nella 4x200 m stile libero, mentre riesce a confermare il titolo negli 800 m stile libero riuscendo a sconfiggere nelle ultime vasche la resistenza dell'italiana Simona Quadarella, laureatasi qualche giorno prima campionessa del mondo sulla distanza più lunga.

### 2020-2024
Nel 2021, ai Giochi Olimpici di Tokyo, rinviati di un anno a causa della pandemia di COVID-19, conquista altre due medaglie d'oro (800 e 1500 m stile libero) e due d'argento (400 e 4x200 m stile libero). In questo modo diventa l'atleta più decorata della storia del nuoto femminile statunitense; inoltre, vincendo nuovamente gli 800 m stile libero, diventa la terza nuotatrice di sempre (la prima statunitense) a confermarsi per tre Olimpiadi di fila sulla stessa distanza.
Nei due anni seguenti prende parte a due edizioni consecutive dei campionati mondiali: nel 2022, a Budapest, vince quattro ori su quattro gare disputate (400, 800, 1500 e 4x200 m stile libero); nel 2023 a Fukuoka, invece, si conferma nelle due distanze più lunghe, mentre nella staffetta e nei 400 m stile libero arrivano due medaglie d'argento. Grazie a questi risultati diventa la prima nuotatrice di sempre a raggiungere quota venti titoli mondiali (staffette comprese), eguaglia il connazionale Michael Phelps per numero di medaglie d'oro a livello individuale (15) ai campionati del mondo ed è anche la prima a conquistare cinque ori su più di una sola distanza (800 e 1500 metri).
Nel 2024 rinuncia alla partecipazione ai mondiali in programma in febbraio a Doha, per privilegiare la preparazione in vista delle Olimpiadi di Parigi; in estate, nel corso della rassegna parigina, sale sul terzo gradino del podio nei 400 metri stile libero per poi vincere, con il crono di 15'30"02 che vale il nuovo record olimpico, i 1500 metri stile libero. Il 3 agosto vince gli 800 metri stile libero per la quarta Olimpiade consecutiva: nell'occasione diventa anche la donna con più ori olimpici della storia, nove, a pari merito con l'ex ginnasta sovietica Larisa Latynina.

### 2025-
Il 3 maggio 2025, a Fort Lauderdale, migliora dopo quasi nove anni il suo record del mondo negli 800 metri stile libero, abbassandolo a 8'04"12. Ai mondiali di Singapore vince per la prima volta in carriera un bronzo iridato, salendo sul terzo gradino del podio nei 400 metri stile libero, per poi conquistare due ori, negli 800 (in 8'05"62, nuovo record dei campionati) e nei 1500 metri stile libero, e un argento nella staffetta 4x200 m stile libero.

## Progressione
| Stagione | 100 m sl | 200 m sl | 400 m sl | 800 m sl | 1500 m sl |
| -------- | -------- | -------- | -------- | -------- | --------- |
| 2011     | 57"70    | 2'00"79  | 4'10"39  | 8'36"05  | 16'24"46  |
| 2012     | -        | 1'58"66  | 4'04"34  | 8'14"63  | -         |
| 2013     | 56"00    | 1'56"32  | 3'59"82  | 8'13"86  | 15'36"53  |
| 2014     | 54"96    | 1'55"16  | 3'58"37  | 8'11"00  | 15'28"36  |
| 2015     | 54"55    | 1'55"16  | 3'59"13  | 8'07"39  | 15'25"48  |
| 2016     | 53"75    | 1'53"73  | 3'56"46  | 8'04"79  | -         |
| 2017     | 54"35    | 1'54"69  | 3'58"34  | 8'11"50  | 15'31"82  |
| 2018     |          |          |          |          | 15'20"48  |

## Palmarès
| Anno | Manifestazione         | Sede           | Evento     | Risultato | Prestazione | Note                  |
| ---- | ---------------------- | -------------- | ---------- | --------- | ----------- | --------------------- |
| 2012 | Giochi olimpici        | Londra         | 800 m sl   | Oro       | 8'14"63     | Record panamericano   |
| 2013 | Mondiali               | Barcellona     | 400 m sl   | Oro       | 3'59"82     | Record panamericano   |
| 2013 | Mondiali               | Barcellona     | 800 m sl   | Oro       | 8'13"86     | Record mondiale       |
| 2013 | Mondiali               | Barcellona     | 1500 m sl  | Oro       | 15'36"53    | Record mondiale       |
| 2013 | Mondiali               | Barcellona     | 4x200 m sl | Oro       | 7'45"14     |                       |
| 2014 | Campionati panpacifici | Gold Coast     | 200 m sl   | Oro       | 1'55"74     | Record dei campionati |
| 2014 | Campionati panpacifici | Gold Coast     | 400 m sl   | Oro       | 3'58"37     | Record mondiale       |
| 2014 | Campionati panpacifici | Gold Coast     | 800 m sl   | Oro       | 8'11"35     | Record dei campionati |
| 2014 | Campionati panpacifici | Gold Coast     | 1500 m sl  | Oro       | 15'28"36    | Record mondiale       |
| 2014 | Campionati panpacifici | Gold Coast     | 4x200 m sl | Oro       | 7'46"40     | Record dei campionati |
| 2015 | Mondiali               | Kazan'         | 200 m sl   | Oro       | 1'55"16     |                       |
| 2015 | Mondiali               | Kazan'         | 400 m sl   | Oro       | 3'59"13     | Record dei campionati |
| 2015 | Mondiali               | Kazan'         | 800 m sl   | Oro       | 8'07"39     | Record mondiale       |
| 2015 | Mondiali               | Kazan'         | 1500 m sl  | Oro       | 15'25"48    | Record mondiale       |
| 2015 | Mondiali               | Kazan'         | 4x200 m sl | Oro       | 7'45"37     |                       |
| 2016 | Giochi olimpici        | Rio de Janeiro | 200 m sl   | Oro       | 1'53"73     |                       |
| 2016 | Giochi olimpici        | Rio de Janeiro | 400 m sl   | Oro       | 3'56"46     | Record mondiale       |
| 2016 | Giochi olimpici        | Rio de Janeiro | 800 m sl   | Oro       | 8'04"79     | Record mondiale       |
| 2016 | Giochi olimpici        | Rio de Janeiro | 4x100 m sl | Argento   | 3'31"89     | Record panamericano   |
| 2016 | Giochi olimpici        | Rio de Janeiro | 4x200 m sl | Oro       | 7'43"03     |                       |
| 2017 | Mondiali               | Budapest       | 200 m sl   | Argento   | 1'55"18     |                       |
| 2017 | Mondiali               | Budapest       | 400 m sl   | Oro       | 3'58"34     | Record dei campionati |
| 2017 | Mondiali               | Budapest       | 800 m sl   | Oro       | 8'12"68     |                       |
| 2017 | Mondiali               | Budapest       | 1500 m sl  | Oro       | 15'31"82    |                       |
| 2017 | Mondiali               | Budapest       | 4x100 m sl | Oro       | 3'31"72     | Record panamericano   |
| 2017 | Mondiali               | Budapest       | 4x200 m sl | Oro       | 7'43"39     |                       |
| 2018 | Campionati panpacifici | Tokyo          | 200 m sl   | Bronzo    | 1'55"15     |                       |
| 2018 | Campionati panpacifici | Tokyo          | 400 m sl   | Oro       | 3'58"50     |                       |
| 2018 | Campionati panpacifici | Tokyo          | 800 m sl   | Oro       | 8'09"13     | Record dei campionati |
| 2018 | Campionati panpacifici | Tokyo          | 1500 m sl  | Oro       | 15'38"97    |                       |
| 2018 | Campionati panpacifici | Tokyo          | 4x200 m sl | Argento   | 7'44"37     |                       |
| 2019 | Mondiali               | Gwangju        | 400 m sl   | Argento   | 3'59"97     |                       |
| 2019 | Mondiali               | Gwangju        | 800 m sl   | Oro       | 8'13"58     |                       |
| 2019 | Mondiali               | Gwangju        | 4x200 m sl | Argento   | 7'41"87     | Record panamericano   |
| 2021 | Giochi olimpici        | Tokyo          | 400 m sl   | Argento   | 3'57"36     |                       |
| 2021 | Giochi olimpici        | Tokyo          | 800 m sl   | Oro       | 8'12"57     |                       |
| 2021 | Giochi olimpici        | Tokyo          | 1500 m sl  | Oro       | 15'37"34    |                       |
| 2021 | Giochi olimpici        | Tokyo          | 4x200 m sl | Argento   | 7'40"73     |                       |
| 2022 | Mondiali               | Budapest       | 400 m sl   | Oro       | 3'58"15     | Record dei campionati |
| 2022 | Mondiali               | Budapest       | 800 m sl   | Oro       | 8'08"04     |                       |
| 2022 | Mondiali               | Budapest       | 1500 m sl  | Oro       | 15'30"15    |                       |
| 2022 | Mondiali               | Budapest       | 4x200 m sl | Oro       | 7'41"45     | Record dei campionati |
| 2023 | Mondiali               | Fukuoka        | 400 m sl   | Argento   | 3'58"73     |                       |
| 2023 | Mondiali               | Fukuoka        | 800 m sl   | Oro       | 8'08"87     |                       |
| 2023 | Mondiali               | Fukuoka        | 1500 m sl  | Oro       | 15'26"27    |                       |
| 2023 | Mondiali               | Fukuoka        | 4x200 m sl | Argento   | 7'41"38     |                       |
| 2024 | Giochi olimpici        | Parigi         | 400 m sl   | Bronzo    | 4'00"86     |                       |
| 2024 | Giochi olimpici        | Parigi         | 800 m sl   | Oro       | 8'11"04     |                       |
| 2024 | Giochi olimpici        | Parigi         | 1500 m sl  | Oro       | 15'30"02    |                       |
| 2024 | Giochi olimpici        | Parigi         | 4x200 m sl | Argento   | 7'40"86     |                       |
| 2025 | Mondiali               | Singapore      | 400 m sl   | Bronzo    | 3'58"49     |                       |
| 2025 | Mondiali               | Singapore      | 800 m sl   | Oro       | 8'05"62     | Record dei campionati |
| 2025 | Mondiali               | Singapore      | 1500 m sl  | Oro       | 15'26"44    |                       |
| 2025 | Mondiali               | Singapore      | 4x200 m sl | Argento   | 7'40"01     | Record panamericano   |

## Parziali record del mondo
Passaggi e parziali del record del mondo nei 400 m stile libero
|       |  | Barcellona 28/07/13 | Parziali |  | Irvine 10/08/14 | Parziali |  | Gold Coast 23/08/14 | Parziali |
| 50 m  |  | 28"05               |          |  | 28"03           |          |  | 27"85               |          |
| 100 m |  | 58"12               | 30"07    |  | 57"74           | 29"71    |  | 57"87               | 30"02    |
| 150 m |  | 1'28"25             | 30"13    |  | 1'27"67         | 29"93    |  | 1'27"91             | 30"04    |
| 200 m |  | 1'58"74             | 30"49    |  | 1'57"72         | 30"05    |  | 1'58"30             | 30"39    |
| 250 m |  | 2'28"85             | 30"11    |  | 2'27"95         | 30"23    |  | 2'28"37             | 30"07    |
| 300 m |  | 2'59"29             | 30"44    |  | 2'58"40         | 30"45    |  | 2'58"74             | 30"37    |
| 350 m |  | 3'29"94             | 30"65    |  | 3'29"41         | 31"01    |  | 3'29"07             | 30"33    |
| 400 m |  | 3'59"82             | 29"88    |  | 3'58"86         | 29"45    |  | 3'58"37             | 29"30    |

Passaggi e parziali del record del mondo negli 800 m stile libero
|       |  | Londra 03/08/12 | Parziali |  | Barcellona 03/08/13 | Parziali |  | Shenandoah 22/06/14 | Parziali |
| 50 m  |  | 28"39           |          |  | 28"53               |          |  | 27"91               |          |
| 100 m |  | 58"81           | 30"42    |  | 59"04               | 30"51    |  | 59"44               | 30"53    |
| 150 m |  | 1'29"01         | 30"20    |  | 1'30"07             | 31"03    |  | 1'30"49             | 31"05    |
| 200 m |  | 1'59"95         | 30"94    |  | 2'01"23             | 31"16    |  | 2'01"48             | 30"99    |
| 250 m |  | 2'30"82         | 30"87    |  | 2'32"56             | 31"33    |  | 2'32"32             | 30"84    |
| 300 m |  | 3'02"10         | 31"28    |  | 3'03"90             | 31"34    |  | 3'03"42             | 31"10    |
| 350 m |  | 3'33"02         | 30"92    |  | 3'34"93             | 31"03    |  | 3'34"34             | 30"92    |
| 400 m |  | 4'04"34         | 31"32    |  | 4'06"14             | 31"51    |  | 4'05"70             | 31"36    |
| 450 m |  | 4'35"55         | 31"21    |  | 4'37"44             | 31"00    |  | 4'36"56             | 30"86    |
| 500 m |  | 5'07"11         | 31"56    |  | 5'08"72             | 31"28    |  | 5'07"79             | 31"23    |
| 550 m |  | 5'38"39         | 31"28    |  | 5'39"90             | 31"18    |  | 5'38"67             | 30"88    |
| 600 m |  | 6'10"02         | 31"63    |  | 6'11"03             | 31"13    |  | 6'09"64             | 30"97    |
| 650 m |  | 6'41"38         | 31"36    |  | 6'41"91             | 30"88    |  | 6'40"81             | 30"17    |
| 700 m |  | 7'12"81         | 31"43    |  | 7'13"12             | 31"21    |  | 7"10"87             | 30"06    |
| 750 m |  | 7'44"13         | 31"32    |  | 7'44"07             | 31"95    |  | 7'41"53             | 30"66    |
| 800 m |  | 8'14"63         | 30"50    |  | 8'13"86             | 29"79    |  | 8'11"00             | 29"47    |

Passaggi e parziali del record del mondo nei 1500 m stile libero
|        |  | Barcellona 30/07/13 | Parziali |  | Shenandoah 19/06/2014 | Parziali |  | Gold Coast 24/08/14 | Parziali |  | Kazan' 3/08/15 | Parziali |  | Kazan' 4/08/15 | Parziali |
| 100 m  |  | 58"75               |          |  | 59"81                 |          |  | 59"34               |          |  | 59"09          |          |  | 59"04          |          |
| 200 m  |  | 2'00"05             | 1'01"30  |  | 2'02"31               | 1'02"50  |  | 2'01"85             | 1'02"51  |  | 2'01"83        | 1'02"74  |  | 2'00"52        | 1'01"48  |
| 300 m  |  | 3'04"01             | 1'02"18  |  | 3'04"84               | 1'02"53  |  | 3'04"03             | 1'02"18  |  | 3'04"01        | 1'02"18  |  | 3'02"46        | 1'01"94  |
| 400 m  |  | 4'05"89             | 1'02"92  |  | 4'07"21               | 1'02"37  |  | 4'06"57             | 1'02"54  |  | 4'06"41        | 1'02"40  |  | 4'04"69        | 1'02"23  |
| 500 m  |  | 5'08"70             | 1'02"88  |  | 5'09"09               | 1'01"88  |  | 5'09"13             | 1'02"56  |  | 5'08"95        | 1'02"54  |  | 5'06"89        | 1'02"20  |
| 600 m  |  | 6'11"39             | 1'02"69  |  | 6'11"42               | 1'02"33  |  | 6'11"76             | 1'02"63  |  | 6'11"18        | 1'02"23  |  | 6'09"19        | 1'02"30  |
| 700 m  |  | 7'14"29             | 1'02"90  |  | 7'13"71               | 1'02"29  |  | 7'14"25             | 1'02"49  |  | 7'13"42        | 1'02"24  |  | 7'11"38        | 1'02"19  |
| 800 m  |  | 8'17"33             | 1'03"04  |  | 8'16"18               | 1'02"47  |  | 8'16"90             | 1'02"55  |  | 8'15"29        | 1'01"87  |  | 8'13"25        | 1'01"87  |
| 900 m  |  | 9'20"48             | 1'03"15  |  | 9'18"96               | 1'02"78  |  | 9'19"11             | 1'02"21  |  | 9'17"26        | 1'02"47  |  | 9'15"26        | 1'02"01  |
| 1000 m |  | 10'23"66            | 1'03"18  |  | 10'21"80              | 1'02"84  |  | 10'20"96            | 1'01"85  |  | 10'19"55       | 1'01"79  |  | 10'17"23       | 1'01"97  |
| 1100 m |  | 11'26"91            | 1'03"25  |  | 11'24"64              | 1'02"84  |  | 11'23"08            | 1'02"12  |  | 11'21"84       | 1'02"29  |  | 11'19"24       | 1'02"01  |
| 1200 m |  | 12'30"27            | 1'03"26  |  | 12'27"61              | 1'02"97  |  | 12'24"95            | 1'01"87  |  | 12'23"58       | 1'01"74  |  | 12'21"24       | 1'02"00  |
| 1300 m |  | 13'33"48            | 1'03"21  |  | 13'30"98              | 1'03"37  |  | 13'26"65            | 1'01"70  |  | 13'25"50       | 1'01"92  |  | 13'23"43       | 1'02"19  |
| 1400 m |  | 14'36"06            | 1'02"58  |  | 14'33"53              | 1'02"55  |  | 14'28"52            | 1'01"87  |  | 14'27"51       | 1'02"01  |  | 14'25"62       | 1'01"94  |
| 1500 m |  | 15'36"53            | 1'00"47  |  | 15'34"23              | 1'00"70  |  | 15'28"36            | 59"84    |  | 15'27"71       | 1'00'20  |  | 15'25"48       | 59"86    |

## Riconoscimenti
- Atleta dell'anno FINA/World Aquatics:

Nuotatrice dell'anno: 2013, 2022
Migliore performance nel nuoto: 2015, 2016
- World Swimmer of the Year: 2013, 2014, 2015, 2016, 2018
- American Swimmer of the Year: 2013, 2014, 2015, 2016, 2017, 2018, 2021, 2022